# Mesochorus instriatus
Mesochorus instriatus är en stekelart som beskrevs av Kusigemati 1985. Mesochorus instriatus ingår i släktet Mesochorus och familjen brokparasitsteklar. Inga underarter finns listade i Catalogue of Life.